# Zdzisław Lesiak

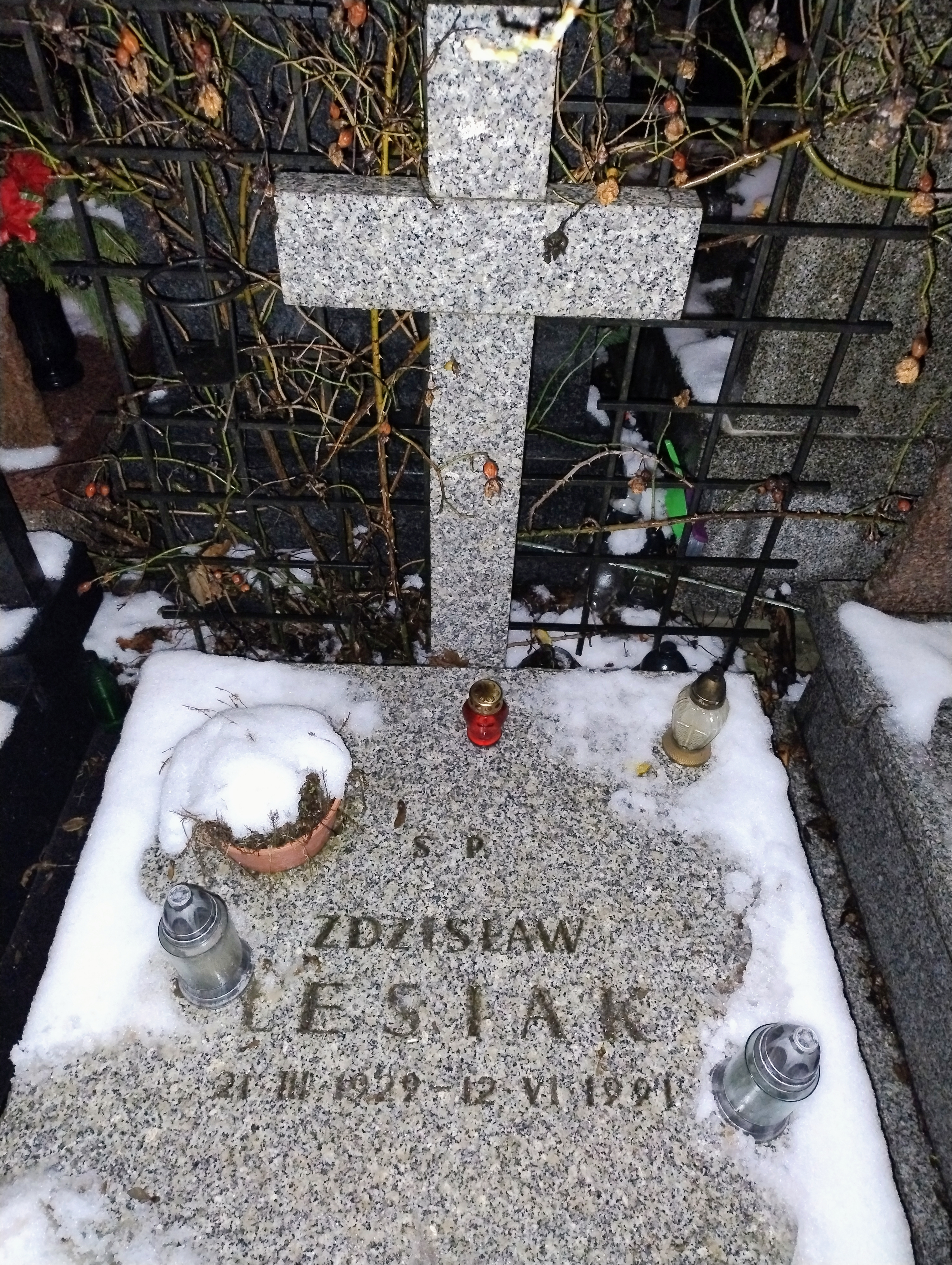
Grób Zdzisława Lesiaka na cmentarzu prawosławnym w Warszawie

Zdzisław Lesiak (ur. 21 marca 1929 w Niewiadowie, 12 czerwca 1991 w Warszawie) – polski nauczyciel, działacz polityczny i dyplomata, ambasador PRL w Kenii (1974–1979).

## Życiorys
Syn Jana i Feliksy. Pochodził z rodziny robotniczej. W czasie II wojny światowej pracował przymusowo w Zakładach Zbrojeniowych J. Meissnera w Niewiadowie, a od października 1944 w zakładach zbrojeniowych w Blumau. W 1945 powrócił do Polski. Od 1948 studiował w Wyższej Szkole Pedagogicznej w Łodzi, gdzie w 1951 uzyskał dyplom. W latach 1953–1955 kształcił się w Szkole Partyjnej przy KC PZPR w Warszawie. Pracował jako nauczyciel w szkole średniej w Błoniu, a także w Państwowych Zakładach Wydawnictw Szkolnych oraz w Wydawnictwie Iskry. 
W 1947 został członkiem Związku Młodzieży Wiejskiej, następnie Akademickiego Związku Młodzieży Wiejskiej „Życie”, Związku Akademickiej Młodzieży Polskiej i Związku Młodzieży Polskiej. W 1950 wstąpił do Polskiej Zjednoczonej Partii Robotniczej, gdzie pełnił szereg funkcji: członka egzekutywy Komitetu Uczelnianego przy Wyższej Szkole Pedagogicznej w Łodzi (1950–1951), I sekretarza Podstawowej Organizacji Partyjnej Międzyszkolnej w Błoniu (1951–1952), referenta Warszawskiego Komitetu Wojewódzkiego (1952–1953), instruktora Wydziału Oświaty Komitetu Centralnego PZPR (1955–1956), I sekretarza POP przy Liceum Ogólnokształcącym dla Pracujących (1958–1959), członka Egzekutywy (1959–1965) oraz sekretarza propagandy (1960–1962) Komitetu Dzielnicowego „Śródmieście” w Warszawie. Od 1968 starszy instruktor w Wydziale Zagranicznym KC PZPR, a od 1970 w Wydziale Kadr. Od 1972 do 31 grudnia 1973 inspektor tamże. W latach 1974–1979 pełnił funkcję ambasadora w Kenii, akredytowanego także w Ugandzie i Rwandzie oraz przy Programie Środowiskowym Organizacji Narodów Zjednoczonych w Nairobi.
Z żoną Barbarą Lesiak (z d. Justyńska) miał dwoje dzieci. Pochowany na cmentarzu prawosławnym w Warszawie.